# Bunessan (hymn)
Bunessan är en traditionell skotsk psalmmelodi som använts till julsången "Child in the Manger" av Mary Macdougal Macdonald och till "Morning Has Broken" av Eleanor Farjeon. Melodin är uppkallad efter byn Bunessan (på skotsk gaeliska: Bun Easain) på halvön Ross of Mull på ön Mull i Inre Hebriderna utanför Skottlands västkust i Storbritannien.

## Texter
Mary Macdougal Macdonald (1789–1872), som enbart talade gaeliska, skrev sin text "Leanabh an àigh" till den traditionella melodin och texten översattes till engelska av Lachlan Macbean (1853–1931) som publicerade den i Songs and Hymns of the Gael (Edinburgh, Scotland: 1888).
Utgivarna till sångboken Songs of praise, Percy Dearmer, Ralph Vaughan Williams och Martin Shaw fick höra melodin och bad Eleanor Farjeon att skriva en annan text till den och detta blev "Morning Has Broken". Denna text har sedan 1931 kommit att bli den som framför allt förknippas med melodin Bunessan. År 1971 spelades den in på skiva av den brittiske sångaren Cat Stevens.
För texter på svenska, se Morning Has Broken.